# Urška Dolinarka
 (juin 2025).
Urška Dolinarka, également connue sous le nom de Dolinarjeva Urška, était une agricultrice et héroïne populaire slovène née en 1457 à Češnjica, en Slovénie. Elle est connue pour sa résistance contre les Turcs dans la vallée de Selca.

## Enfance

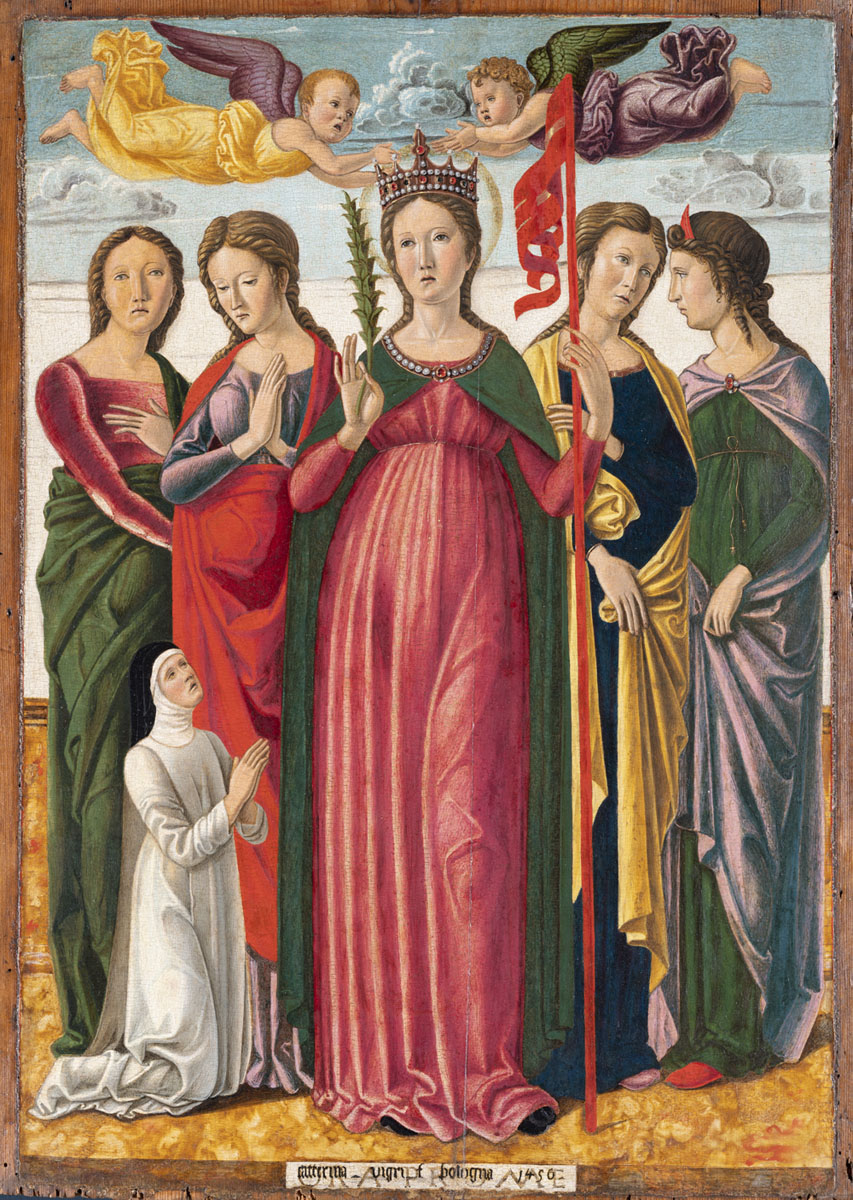
Sainte Ursule et les quatre saintes Vierges par Catherine de Bologne (vers 1450)

Il n'existe aucune trace écrite de la vie d'Urška ; son histoire survit grâce à la tradition orale. Elle est née en 1457 de parents agriculteurs slovènes à Češnjica, dans la haute vallée de la Selca, et avait un frère, Jožko, de cinq ans son aîné. On lui a donné le nom d'Urška, l'une des versions slovènes du nom Ursula. Sa sainte patronne était sainte Ursule. En 1458, les Turcs envahirent les terres slovènes, pillant et dévastant son village natal. Sa mère, une pauvre fermière, a été tuée, son frère Jožko, âgé de six ans, a été enlevé et leur maison a été incendiée,. Son père a réussi à s'échapper avec Urška, âgée d'un an, et ils ont déménagé dans une ferme isolée près de la rivière Sora à Davča, loin de leur ancienne maison. Son père est décédé avant 1478. Les villageois de Davča appelaient l'agricultrice Urška Urška Dolinarka (Urška de la vallée) parce qu'elle était née dans la haute vallée de Selca.

## Héroïsme
En 1478, les Turcs envahirent à nouveau la vallée de Selca. Un groupe plus petit avança vers Davča. Consciente des dangers auxquels les femmes et les filles étaient confrontées sous le joug turc, Urška a rallié ses concitoyens, femmes et hommes, pour se défendre. La gorge étroite de la région constituait une excellente défense naturelle. Après une longue bataille, ils réussirent à repousser les Turcs,,.Parmi les Turcs blessés laissés dans la gorge se trouvait un janissaire nommé Jufus. Urška remarqua une tache de naissance sur son poignet, identique à la sienne, et le reconnut comme son frère Jožko. Jožko est revenu à la foi chrétienne et est resté dans la vallée de Selca. Il a gravé une croix dans la roche à l'endroit où Urška et les villageois ont vaincu les forces turques. Cette croix marque encore aujourd'hui le point le plus éloigné atteint par les Turcs,.

## Dans la littérature
L'histoire d'Urška Dolinarka a inspiré diverses œuvres littéraires et historiques. En 1861, le prêtre et poète France Svetličič a publié le poème épique La Croix turque (Turški križ) dans Slovenski glasnik, basé sur le conte populaire la concernant. L'œuvre littéraire la plus célèbre à son sujet est la pièce La Croix turque (Turški križ) de Janez Evangelist Krek, originaire de la vallée de Selca. Il a été créé en 1909 et publié en 1910. Le personnage principal, Uršula, est clairement inspiré d'Urška Dolinarka et présente une forte ressemblance avec Sainte Jeanne, Pucelle d'Orléans.

## Autres littératures
Pièce dramatique Croix turque (Turški križ) de Janez Evangelist Krek/